# Tycomarptes contracta
Tycomarptes contracta är en fjärilsart som beskrevs av Walker 1865. Tycomarptes contracta ingår i släktet Tycomarptes och familjen nattflyn. Inga underarter finns listade i Catalogue of Life.